# Fânețele seculare Frumoasa
Fânețele seculare Frumoasa este o arie protejată (arie specială de conservare — SAC, sit de importanță comunitară — SCI) din România, desemnată în scopul protejării biodiversității și menținerii într-o stare de conservare favorabilă a florei spontane și faunei sălbatice, precum și a habitatelor naturale de interes comunitar aflate în arealul zonei de protecție. Aceasta este întinsă pe o suprafață de 9,4 ha, integral pe uscat.

## Localizare
Situl se întinde pe teritoriul administrativ al comunei Moara din județul Suceava. Centrul sitului Fânețele seculare Frumoasa este situat la coordonatele 47°35′52″N 26°11′54″E / 47.597831°N 26.198433°E.

## Înființare
Situl Fânețele seculare Frumoasa (ROSCI0081) a fost declarat sit de importanță comunitară în decembrie 2007 pentru a proteja 3 specii de plante. Arealul a fost protejat și ca arie specială de conservare în mai 2022. Acesta include aria naturală Fânațele seculare Frumoasa.

## Biodiversitate
Situată în ecoregiunea continentală din Podișul Sucevei, aria protejată conține un habitat natural: Stepe ponto-sarmatice.
La baza desemnării sitului se află 5 plante târtan (Crambe tataria), stânjenelul sălbatic de stepă (Iris aphylla subsp. hungarica), capul șarpelui (Pontechium maculatum subsp. maculatum), sisinei (Pulsatilla grandis) și dedițel (Pulsatilla patens); specii floristice protejate în anexa I-a a Directivei Consiliului European 92/43/CE din 21 mai 1992 (privind conservarea habitatelor naturale și a speciilor de faună și floră sălbatică).
Pe lângă specia protejat aflată la baza desemnării sitului, pe teritoriul acestuia au mai fost identificate 12 specii din flora spontană și fauna sălbatică a României, protejate la nivel european.